# Vladimir Karavaïev
Pour les articles homonymes, voir Karavaïev.
Vladimir Afanassievitch Karavaïev (en russe : Владимир Афанасьевич Караваев), né le 9 mars 1864 à Kiev et mort le 7 janvier 1939, est un entomologiste soviétique qui s'est spécialisé dans la myrmécologie Il était docteur ès sciences biologiques et directeur du musée zoologique de l'Académie des sciences de la RSS d'Ukraine.

## Carrière
Vladimir Karavaïev termine en 1890 ses études à l'Université impériale Saint-Vladimir de Kiev. Il fait une expédition à bord de la canonnière Zaporojets en mer Noire en 1892. Il travaille de 1892 à 1894 à la station biologique de Villefranche-sur-Mer au bord de la Méditerranée, puis à la station zoologique de Naples en 1896, où il étudie différents sortes de crustacés et d'invertébrés. Il travaille ensuite à la station biologique de Sébastopol qu'il dirige en 1898, mais il part quelques mois plus tard en expédition à l'île de Java pour y étudier les fourmis et y retourne en 1912-1913. En 1909, il est au Soudan et en Égypte et continue en 1910 en Algérie et en Tunisie. Il publie beaucoup à cette époque dans la Revue russe d'entomologie. Il commence à travailler au musée zoologique de Kiev en 1919 qu'il dirige de 1927 à 1934. Il effectue des expéditions en Ukraine, en Crimée, dans le Caucase et dans le Turkestan.

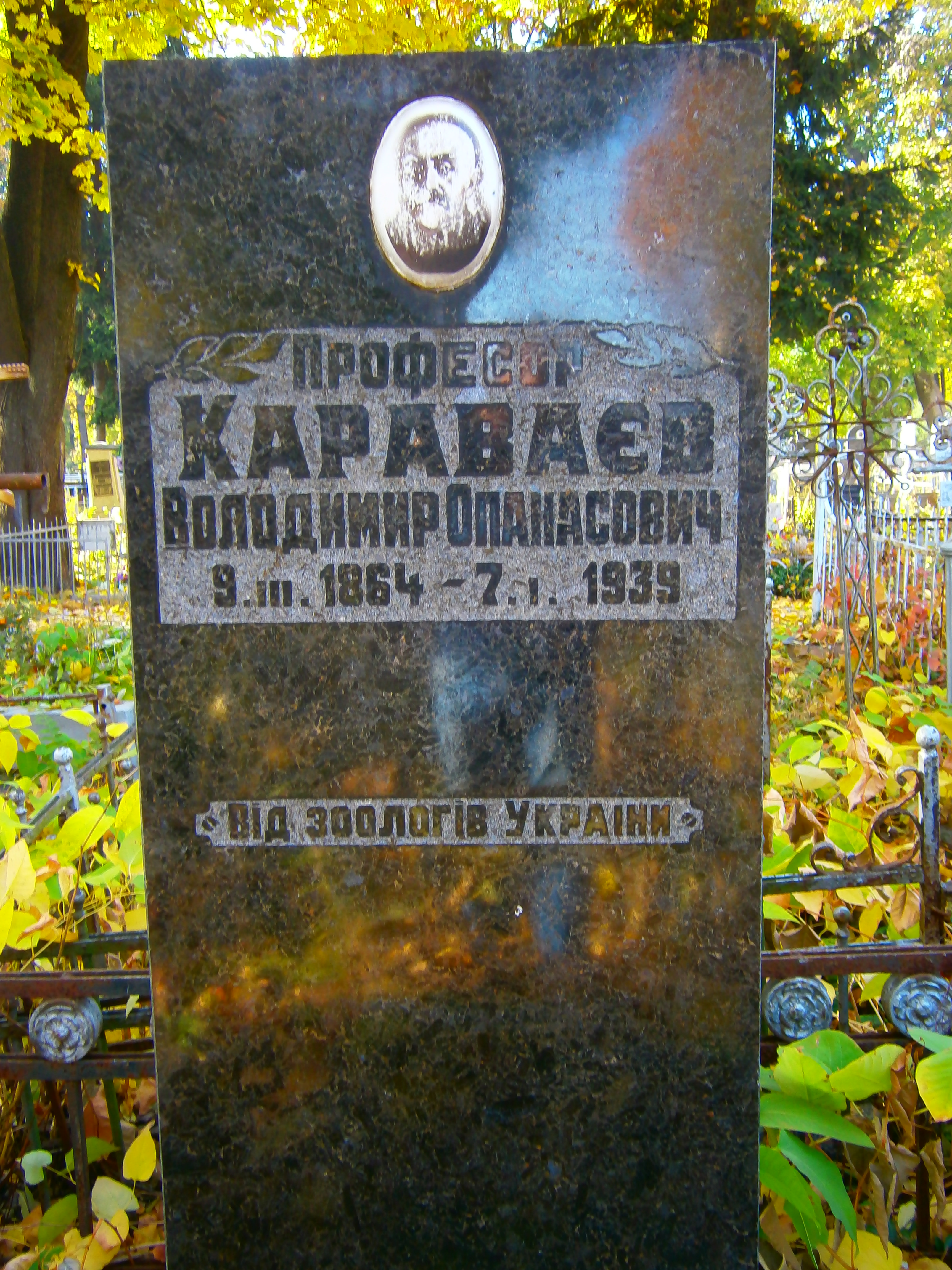
Tombe de Vladimir Karavaïev au cimetière de Loukianivka à Kiev.

Karavaïev a décrit 4 nouveaux genres de fourmis, 4 sous-genres, 98 espèces et plus de 160 sous-espèces. Parmi ceux-ci:
- Cataglyphis cinnamomeus, 1910
- Cataglyphis emeryi, 1910
- Cephalomyrma, 1935 (sous-genre du genre Polyrhachis) (= Polyrhachis (Myrmhopla) Forel, 1915)
- Conothorax, 1935 (= Pheidole Westwood, 1839)
- Diabolus, 1926 (sous-genre du genre Dolichoderus) (= Dolichoderus Lund, 1831)
- Formica cinereofusca, 1929
- Myrmica forcipata, 1931
- Myrmica orientalis, 1926
- Pheidole ambonensis, 1930
- Pheidole biloba, 1935
- Pheidologeton rugosus, 1935
- Polyrhachis davydovi, 1927
- Polyrhachis denticulata, 1927
- Solenomyrma, 1935 (= Vollenhovia Mayr, 1865)
- Tetramorium dogieli, 1931

Sa bibliothèque est conservée aujourd'hui à l'institut de zoologie de Kiev.

## Hommages
- Karavaievia Emery, 1925 (sous-genre du genre Camponotus) Formicinae
- Karawajewella Donisthorpe, 1944 (= Dolichoderus Lund, 1831)
- Camponotus karawaiewi Menozzi, 1926
- Myrmica karavajevi Arnoldi, 1930
- Pachycondyla karawaiewi
- Pachylaelaps karawaiewi Berlese, 1920 (famille des Pachylaelapidae)
- Pneumolaelaps karawaiewi Berlese, 1904 (famille des Laelapidae)
- Plagiolepis karawajewi

## Travaux
Karavaïev est l'auteur de plus d'une centaine de publications, parmi lesquelles:
- (de) Wladimir Karawajew, « Beobachtungen über die Struktur und Vermehrung von Aulacantha scolymantha Haeck. » (1895)
- (de) Wladimir Karawajew, « Vorlaufige Mitteilung über die innere Metamorphose bei Aimeisen », in: Zool. Anzeiger, Band 20, Nummer 543, pp. 415–422 (1897)
- (de) Wladimir Karawajew, « Weitere Beobachtungen über Arten der Gattung Antennophorus », in Mémoires de la Société des naturalistes de Kiev, vol. XX, pp. 209–230 (1906)
- (ru) Voyage à l'île de Java: impressions d'un naturaliste / Kiev, typographie impériale de l'université Saint-Vladimir, N. T. Kortchak-Novitski, 166 pages, III annexes avec illustrations (1900)
- (ru) La Faune des espèces de Formicidae d'Ukraine, tome I, Kiev, pp. 1–164 (1934)
- (de) Wladimir Karawajew, « Neue Ameisen aus dem Indo-Australischen Gebiet. VII », in: Konowia. Band XI-XII, pp. 103–120, 260-271, 305-320 (1935)
- (ru) La Faune des espèces de Formicidae d'Ukraine, tome II, Kiev, pp. 165–316 (1936)

## Source
- (ru) Cet article est partiellement ou en totalité issu de l’article de Wikipédia en russe intitulé « Караваев, Владимир Афанасьевич (энтомолог) » (voir la liste des auteurs).

Karavaiev est l’abréviation habituelle de Vladimir Karavaïev en zoologie.

Consulter la liste des abréviations d'auteur en zoologie ou la liste des taxons zoologiques assignés à cet auteur par ZooBank